# Мирзоев, Сабир Султан оглы
Сабир Мирзоев Султан оглы (азерб. Sabir Mirzəyev) — азербайджанский специалист в области разрешимости краевых задач для операторно-дифференциальных уравнений и спектральной теории несамосопряженных операторов. Заслуженный учитель Азербайджана (2005).

## Биография
Родился 23-го сентября 1948 года в селении Эркебан Масаллинского района, Азербайджанской Республики.1956-1966 годах учился в средней сельской школе Бадирли Масаллинского района. В 1971 году с отличием окончил механика-математический факультет БГУ.В 1975 году защитил кандидатскую диссертацию на тему: «К теории краткой полноты части собственных и присоединенных элементов полиноминалыных операторных пучков» в ИММ НАН Азербайджана, г. Баку.
В 2009 году на конгрессе Украинских Математиков в городе Киеве, посвящённому 100-летию академика М. М. Боголюбова, был удостоен медали имени Боголюбова за высшие научные результаты в области математики. С 1978 года работает в БГУ.Женат, имеет 3 детей.

## Награды
- Орден «Труд» III степени (25 ноября 2019 года) — по случаю 100-летия Бакинского государственного университета и за заслуги в развитии образования и науки в Азербайджане[1]
- Заслуженный учитель Азербайджана (4 октября 2005 года) — за заслуги в развитии азербайджанского образования[2]

## Трудовая деятельность
С 1994 по н/в, профессор, кафедра Теория функций и функционального анализа, Механико-математического факультета, БГУ
1978—1993, доцент, кафедра Теория функций и функционального анализа, Механико-математического факультета, БГУ
1974—1978, старший научный сотрудник, ИММ, НАН Азербайджана
Преподаваемые уроки: Теория функций комплексной переменной, Функциональный анализ, Теория операторов (спец. курс)
Автор 74 научных статьей, 10 учебников и 11 учебных пособий
Подготовил 15 кандидатов и 4 докторов наук

## Научные интересы
Задачи разрешимости операторных дифференциальных уравнений, Оценки норм операторов промежуточных производных, Полнота собственных и присоединённых векторов несамосопряженных операторных пучков, Эллиптические дифференциальные уравнения с частными производными, некоторые задачи механики

## Научные работы
- О регулярной разрешимости одной краевой задачи в весовых пространствах.-Вестник БГУ, Серия Физико-Математических наук, № 4, 2006
- On solvability of boundary value problem for operator differential equastions of the second order with discontinuous coefficient.An International Jurnal of Applied and Compulational Mathematics.Baku, v.5 , № 2, p. 191—200
- Initial boundary value problems for a class of third order operator-differential equastions with variable coefficients.-Transaction of NAS of Azerbaijan, series of physical-technical and mathematical sciensees, v.XXVI, № 4, 2006, p. 153—164
- On solvability of one boundary value problem for operator-differential equastions of the second order with discontinuous coefficient.-Transactions of NAS of Azerbaijan, series of physical-technical and mathematical sciensees, v.XXIV, № 1, 2004, p., 153—164
- О регулярной разрешимости краевых задач для операторно-дифференциальных уравнений четвёртого порядка.-Вестник БГУ,серия Физико-математических наук,№ 2,2004,стр.31-35
- Об условиях корректной разрешимости краевых задач для операторно-дифференциальных уравнений.-ДАН СССР, т.273, № 2,1983,стр.292-295
- О кратной полноте корневых векторов полиномиальных операторных пучков, отвечающих краевым задачам на полуоси.-Функциональный анализ,Москва, т.17,вып. 2, 1983, стр. 84-85
- On the existence of qeneralized solution of the fourth order on the boundary value problem for operator-differential equastions of the fourth order on the seqment.
- On the norms of operator of interediate derivatives.- Transaction of NAS of Azerbaijan, series of physical-technical and mathematical sciensees, v.XXIII, № 1, 2003, p. 157—164
- On solvability of on boundary-value problem for operator differential equations of the second order with discontinuous coefficient. An International Journal of Appl. and Comp. Math., 2006, v. 5, № 2, p. 191—200, İF-0,66310
- On a boundary value problem for second order operator differential equations with discontinuous coefficient.Proceedings of NAS of Azerb., v. XXY (XXXIII), 2006,p. 75-84
- Identical boundary value problems for a class of third. order operator-differential equations with variable coefficients.Transactions NAS of Azerb., v. XXVI, № 4, 2006, p. 153—164
- О регулярной разрешимости одной краевой задачи в весовых пространствах. Вестник Бакинского Университета, сер. физ.-матем. наук, 2006, № 3, стр.39-49.
- О разрешимости операторно- дифференциальных уравнении в частных производных четвёртого порядка в гильбертовом пространства. Вестник Бакинского Университета, сер. физ.-матем. наук, 2006, № 4, стр.5-12.
- On completeness of elementary solutions of fourth order operator-differential equation in a finite segment. Transactions NAS of Azerb.,v.XXIII, № 4, 2008, pp. 73– 83.
- On an initial boundary-value problem for operator-differential equations of third order in Hilbert space. Proceedings of NAS of Azerb., 2008, XXIX, pp. 129–136
- О полноте элементарных решений одного класса дифференциальных уравнений второго порядка с операторными коэффициентами. «Математические заметки» , 2009. т.86, № 5,c.796-800, İF-0,285.
- On a regular solvability of one boundary-value problem for the second order operator -differential equations. Journal of the Institute of science and technology of Erciyes University, vol. 25, № 1-2, 2009 p. 354—373, TRA.SCİ siyahısı.
- О нормах операторов промежуточных производных в абстрактных пространствах. Вестник Бакинского Университета, серия физ.-мат. наук, № 3, 2009, с.40-44.
- О полноте системы элементар- ных решений одного класса операторно-дифференциального уравнения на конечном отрезке. Доклады РАН, 2010, т.431, № 4, с.454-456, İF-0,235.
- О решениях одного класса опера- торно-дифференциальных урав- нений второго порядка в класса голоморфных вектор-функций. Украинский математический журнал, 2010, т.62, № 6,с. 801—813.
- О полноте элементарных реше- ний одного класса операторно — дифференциальных уравнений второго порядка. Сибирский матем.жур.,2010, т.5,№ 4, с.815-828.
- К теории разрешимости краевых задач для одного класса операторно-дифференциальных уравнений высокого порядка. Функциональный анализ и его приложения,2010, т.44, № 3,IF- 0,289.
- On the estimation of the Norms of Intermediate Derivatives in some Abstract Spaces. Journal of Mathematical Physics, Analysis, Geometry 2010, v.6, № 1, p. 73-83, (c. Xarkov).
- О полноте элементарных решений одного класса операторно-дифференциальных уравнений второго порядка. Сибирский математический журнал, 2010, т, 51,№ 4,стр. 815—828 (г. Новосибирск).
- О полноте системы элементарных решений одного класса операторно-дифференциальных уравнения на конечном отрезке. Доклады Академии Наук России 2010,т.431, № 4, стр.454-456.
- О решении одного класса оператора дифференциальных уравнений второго полрядка в классе голоморфных вектор-функций. Украинский математический журнал, 2010,т.62,стр.801-813.
- К теории разрешимости краевых задач для операторно-дифференциальных уравнений высокого порядка. Функциональный анализ и его приложения, 2010, т.44, №:3,стр.63-65.
- On the estimation of the Norms of Intermediate Derivatives in some Abstract Spaces.Journal of Mathematical Physics, Analysis, Geometry 2010, v.6, № 1, p. 73-83, (c. Xarkov).
- О полноте элементарных решений одного класса операторно-дифференциальных уравнений второго порядка. Сибирский математический журнал, 2010, т, 51,№ 4,стр. 815—828 (г. Новосибирск).
- О полноте системы элементарных решений одного класса операторно-дифференциальных уравнения на конечном отрезке. Доклады Академии НаукРоссии,2010, т.431,№ 4, стр.454-456.
- О разрешимости операторно-дифференциальных уравнений в пространстве голоморфных вектор-функций. Тезисы докладов, посвящённые 90-летию проф. В. Э. Лянце, стр.161, (г. Львов).
- О полноте элементарных решений одного класса операторно-дифференциальных уравнений второго порядка. Тезисы докладов, посвящённые 90-летию проф. В. Э. Лянце, стр.142, (г. Львов).
- On completeness of the system of eigen and adjoint vectors of quadratic operator bandles.Transactions of NASA,v.XXXI,1,Baku,2011,p. 97-106.
- О нормах операторов промежуточных производных в пространстве гладких вектор-функций и их приложения. Доклады НАНА, том LXVII, № 3,.стр. 9-14, 2011.
- On the boundary value problem for the operator differential equation of the third order. The 4-th Congress of the Turkic World Mathematical Society (TWMS), Baku, Azerbaijan, 1-3 July, 2011, p. 250.
- Об одной оценке нормы операторов промежуточных производных. Материалы Международной конференции, посвящённой 100-летному юбилею академика З. И. Халилова, 12.01.2011-14.01 2011, Баку-2011, с.250,251.
- О решении одного класса оператора дифференциальных уравнений второго полрядка в классе голоморфных вектор-функций. Украинский математический журнал, т.63, № 3, 2011, стр. 416—420, (г. Киев).
- On normal solvability of boundary value problems for operator-differential equations on semi-axis in weight space. Taiwanese journal of mathematics, v.15, № 4, 2011, p. 1637—1650.
- О некоторых краевых задач для одного класса операторно-дифференциальных уравнений высокого порядка. Материалы Межд. Конференции, «Дифференциальные уравнения и смежные вопросы», посвящёной 100-летнему юбилею академика И. Г. Петровского, Москва, 2011, стр.243,244.

Некоторые краевые задачи для одного класса операторно-дифференциальных уравнений четвёртого порядка. Материалы Межд. Конференции, посвящёной памяти проф. А. Г. Костюченко,Уфа, 2011,стр.59